# Giovanna di Cambry
Giovanna di Cambry (Jeanne de Cambry), detta anche Jeanne de la Présentation (Douai, 15 novembre 1581 – Lilla, 19 luglio 1639) è stata una religiosa francese.
La sua infanzia fu sconvolta da visioni estatiche che la portarono ad entrare nell'ordine agostiniano e a scrivere 6 trattati mistici. Dopo essere stata monaca a Tournai fu anche superiora a Menin per poi condurre vita di clausura negli ultimi anni.